# Nitia (род)
Nitia је род слатководних шкољки из породице Unionidae, речне шкољке.

## Врсте
Врсте у оквиру рода Nitia:
- Nitia acuminata (H. Adams, 1866)
- Nitia chefneuxi (Neuville & Anthony, 1906)
- Nitia monceti (Bourguignat, 1883)
- Nitia mutelaeformis (Germain, 1906)
- Nitia teretiuscula (Philippi, 1847)